# 의령군·함안군·합천군 (1973년 선거구)
의령군·함안군·합천군은 대한민국의 옛 국회의원 선거구이다. 당시 경상남도 의령군, 함안군, 합천군 지역을 관할했다.

## 역사
제9대 국회의원 선거를 앞두고 함안군·의령군 선거구와 합천군 선거구가 통합되면서 신설되었다.
제13대 국회의원 선거를 앞두고 의령군·함안군 선거구와 합천군 선거구로 분리되면서 폐지되었다.

## 역대 국회의원
| 선거   | 정당 | 정당       | 1위 의원 | 정당 | 정당       | 2위 의원 |
| ------ | ---- | ---------- | -------- | ---- | ---------- | -------- |
| 1973년 |      | 민주공화당 | 이상철   |      | 신민당     | 이상신   |
| 1978년 |      | 민주공화당 | 김상석   |      | 신민당     | 이상신   |
| 1981년 |      | 민주정의당 | 류상호   |      | 한국국민당 | 조일제   |
| 1985년 |      | 민주정의당 | 류상호   |      | 신한민주당 | 조홍래   |

## 역대 선거 결과

### 대한민국 제9대 국회의원 선거
| 대한민국 제9대 국회의원 선거경상남도 의령군·함안군·합천군 |        |            |        |        |      |      |  |
|                                                           |        |            |        |        |      |      |  |
| 후보                                                      | 후보   | 정당       | 득표   | 득표율 | 당락 | 비고 |  |
|                                                           | 이상철 | 민주공화당 | 무투표 | 무투표 | 당선 |      |  |
|                                                           | 이상신 | 신민당     | 무투표 | 무투표 | 당선 |      |  |

### 대한민국 제10대 국회의원 선거
|  | 30.04% |

|  | 24.92% |

|  | 19.20% |

|  | 16.87% |

|  | 6.14% |

|  | 2.79% |

### 대한민국 제11대 국회의원 선거
|  | 46.22% |

|  | 18.42% |

|  | 16.44% |

|  | 13.52% |

|  | 5.37% |

### 대한민국 제12대 국회의원 선거
|  | 44.99% |

|  | 20.18% |

|  | 16.14% |

|  | 10.70% |

|  | 7.96% |